# Newport (Isle of Wight)
Newport ist die Hauptstadt der Isle of Wight, einer Insel vor der Südküste Englands. Newport liegt etwas nördlich der Mitte der Insel, am Beginn des schiffbaren Teils des River Medina, der nach Norden in den Solent fließt. Die Einwohnerzahl beträgt 25.496 (Stand: 2011). 

## Geschichte
Nach dem archäologischen Fund einer römischen Villa im Jahre 1926 mit Bodenheizung, Sauna, Massageraum und großer Küche aus der Zeit von etwa 280 n. Chr. ist von einer Besiedelung bereits in dieser Zeit auszugehen. 
Im 12. Jahrhundert wurde die Stadt und die Insel von den Normannen erobert. 1377 während eines Eroberungszuges der Franzosen wurden weite Teile der Stadt zerstört. Im Jahre 1608 wurde Newport zum Borough, einer Verwaltungseinheit, erklärt.

## Sehenswertes
Viele georgianische und viktorianische Häuser und andere Gebäude sind erhalten geblieben. So etwa die kolonnadengesäumte Gildenhalle nach Plänen des Architekten John Nash von 1816 zusammen mit dem 1887 angebauten Glockenturm. Hier befindet sich nun das Museum für die Inselgeschichte.
Der Seaclose Park am Ostufer des Medinaflusses ist seit mehreren Jahren Schauplatz der Isle of Wight Rockmusik-Festivals.

## In Newport geboren
- Henry Sewell (1807–1879), Politiker und 1. Premierminister von Neuseeland
- William Buckler (1814–1884), Entomologe und Maler
- Craig Douglas (* 1941), Popsänger
- Phill Jupitus (* 1962), Comedian und Rundfunksprecher
- Kelly Sotherton (* 1976), Leichtathletin
- Darren Mew (* 1979), Schwimmer
- Kieran Page (* 1983), Bahn- und Straßenradrennfahrer
- Natasha Asghar, Politikerin
- Kimberley Murray (* 1988), Skeletonpilotin